# Isuzu
Исузу (јап. Isuzu Jidōsha Kabushiki-Kaisha, енгл. Isuzu Motors Ltd.) је јапански произвођач аутомобила, комерцијалних возила, камиона и аутобуса са седиштем у Токију. Исузу је 2012. године био осми произвођач возила у Јапану са 600.470 јединица, а двадесетседми у свету.
Главна делатност Исузуа је производња и продаја комерцијалних возила и дизел мотора. Компанија има неколико својих подружница у Турској, Русији, Индонезији, Малезији, Уједињеном Краљевству, Јужноафричкој Републици, Филипинима, Тајвану, Вијетнаму и Индији. Исузу има фабрике за производњу и монтажу у Фуџисави, као и у префектурама Точиги и Хокаидо.
Компанија је основана 1916. године од стране јапанског произвођача нафте Tokyo Gas Company, која је 1934. године спојена са произвођачем аутомобила и добија назив по јапанској реци Исузу. До 2015. године Исузу је произвео преко 25 милион дизел мотора, који се могу наћи у возилима широм света. Дизел моторе користе многи произвођачи аутомобила укључујући Џенерал моторс и Рено–Нисан алијансу.

## Галерија
- Isuzu D-Max
- Isuzu MU-X
- Isuzu F-Series Forward
- Isuzu C&E-Series
- Isuzu Erga
- Isuzu Gala SHD